# Rio Santo Onofre
Rio Santo Onofre är ett periodiskt vattendrag i Brasilien.   Det ligger i delstaten Bahia, i den östra delen av landet, 600 km nordost om huvudstaden Brasília.
Omgivningarna runt Rio Santo Onofre är huvudsakligen savann. Runt Rio Santo Onofre är det glesbefolkat, med 15 invånare per kvadratkilometer.